# Sainte-Gemme (Charente-Maritime)
Pour les articles homonymes, voir Sainte-Gemme.
Sainte-Gemme (prononcé [sɛ̃t.ʒɛm]) est une commune du Sud-Ouest de la France située dans le département de la Charente-Maritime, en région Nouvelle-Aquitaine.
Ses habitants sont appelés les Sainte-Gemmois et les Sainte-Gemmoises.

## Géographie
La commune de Sainte-Gemme se situe dans le centre-ouest du département de la Charente-Maritime, en région Nouvelle-Aquitaine. Appartenant au Midi atlantique, elle est partie intégrante du Grand Sud-Ouest français, et est parfois également incluse dans un Grand Ouest aux contours plus flous.

### Communes limitrophes
| Champagne                     | Pont-l'Abbé-d'Arnoult | Saint-Sulpice-d'Arnoult |
| La Gripperie-Saint-Symphorien | Sainte-Gemme          | Balanzac                |
| Saint-Sornin                  | Le Gua                | Nancras                 |

## Urbanisme

### Typologie
Au 1er janvier 2024, Sainte-Gemme est catégorisée commune rurale à habitat dispersé, selon la nouvelle grille communale de densité à 7 niveaux définie par l'Insee en 2022.
Elle est située hors unité urbaine et hors attraction des villes,.

### Occupation des sols
L'occupation des sols de la commune, telle qu'elle ressort de la base de données européenne d’occupation biophysique des sols Corine Land Cover (CLC), est marquée par l'importance des territoires agricoles (82,2 % en 2018), en diminution par rapport à 1990 (83,7 %). La répartition détaillée en 2018 est la suivante : 
terres arables (66,9 %), forêts (14,3 %), zones agricoles hétérogènes (13,1 %), prairies (2,1 %), eaux continentales (1,5 %), zones urbanisées (1 %), mines, décharges et chantiers (1 %). L'évolution de l’occupation des sols de la commune et de ses infrastructures peut être observée sur les différentes représentations cartographiques du territoire : la carte de Cassini (XVIIIe siècle), la carte d'état-major (1820-1866) et les cartes ou photos aériennes de l'IGN pour la période actuelle (1950 à aujourd'hui).

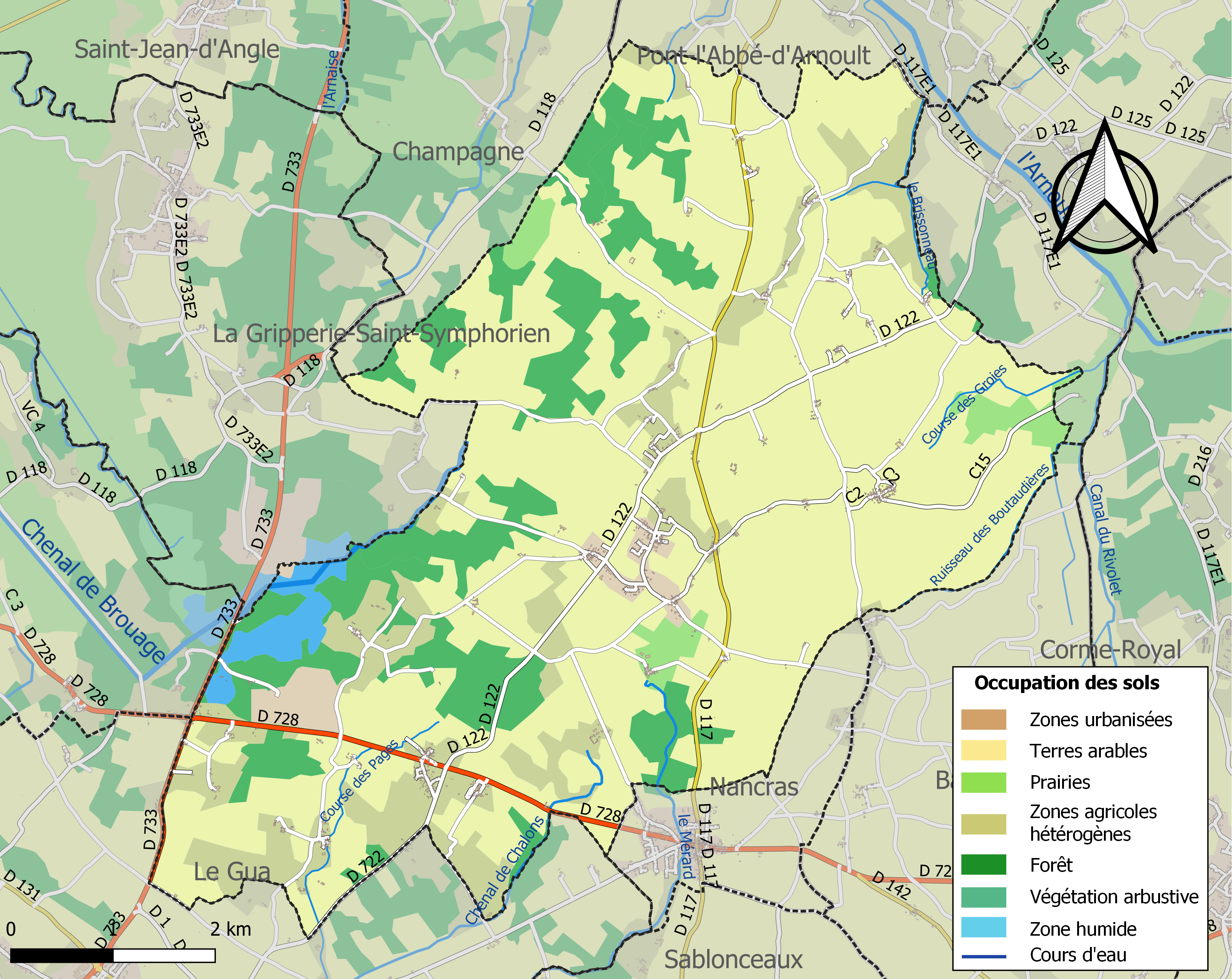
Carte des infrastructures et de l'occupation des sols de la commune en 2018 (CLC).

### Risques majeurs
Le territoire de la commune de Sainte-Gemme est vulnérable à différents aléas naturels : météorologiques (tempête, orage, neige, grand froid, canicule ou sécheresse), mouvements de terrains et séisme (sismicité faible). Il est également exposé à un risque technologique, le transport de matières dangereuses. Un site publié par le BRGM permet d'évaluer simplement et rapidement les risques d'un bien localisé soit par son adresse soit par le numéro de sa parcelle.

#### Risques naturels

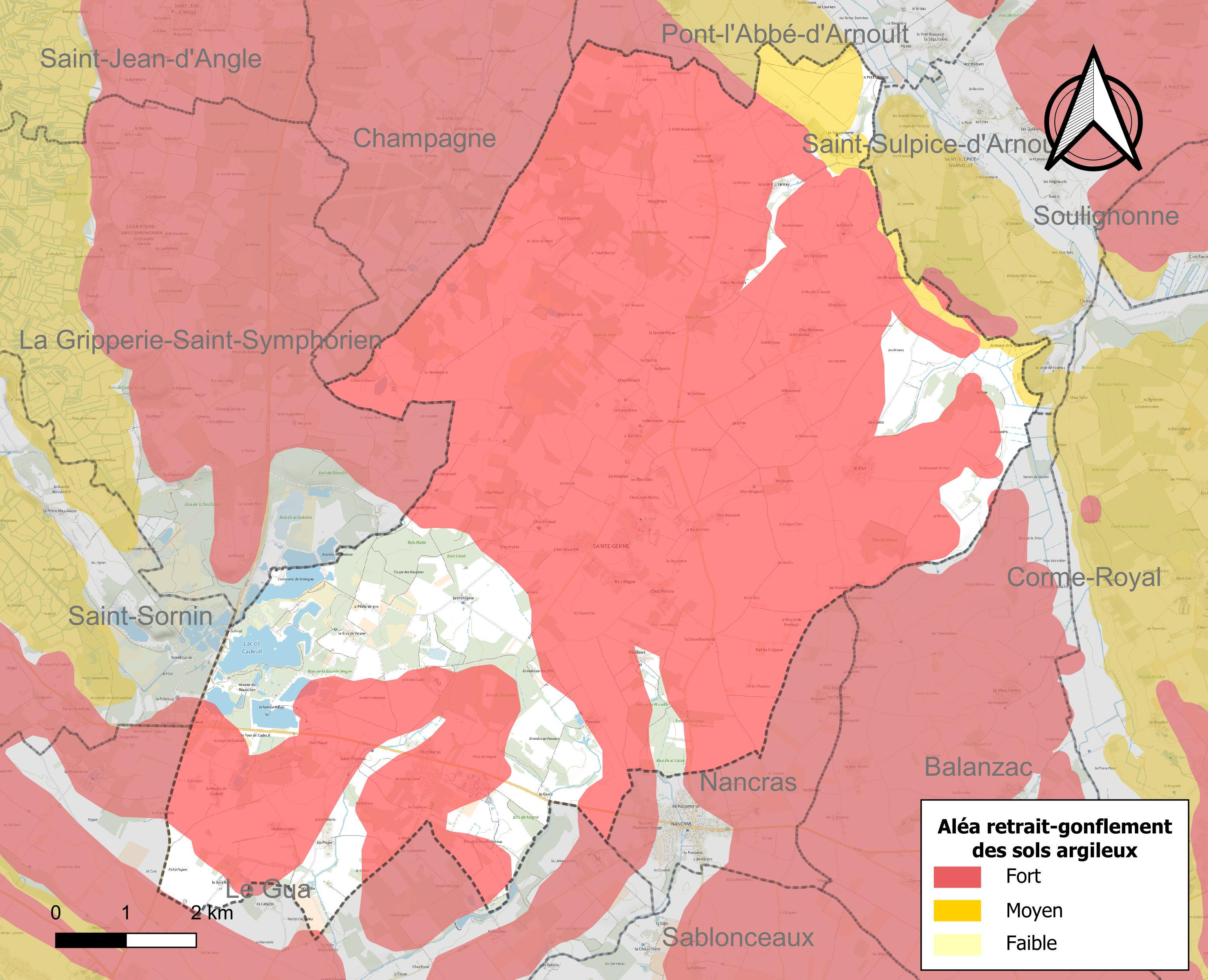
Carte des zones d'aléa retrait-gonflement des sols argileux de Sainte-Gemme.

Les mouvements de terrains susceptibles de se produire sur la commune sont des tassements différentiels.
Le retrait-gonflement des sols argileux est susceptible d'engendrer des dommages importants aux bâtiments en cas d’alternance de périodes de sécheresse et de pluie. 79,2 % de la superficie communale est en aléa moyen ou fort (54,2 % au niveau départemental et 48,5 % au niveau national). Sur les 727 bâtiments dénombrés sur la commune en 2019, 582 sont en aléa moyen ou fort, soit 80 %, à comparer aux 57 % au niveau départemental et 54 % au niveau national. Une cartographie de l'exposition du territoire national au retrait gonflement des sols argileux est disponible sur le site du BRGM,.
Par ailleurs, afin de mieux appréhender le risque d’affaissement de terrain, l'inventaire national des cavités souterraines permet de localiser celles situées sur la commune.
La commune a été reconnue en état de catastrophe naturelle au titre des dommages causés par les inondations et coulées de boue survenues en 1982, 1999 et 2010. Concernant les mouvements de terrains, la commune a été reconnue en état de catastrophe naturelle au titre des dommages causés par la sécheresse en 2011 et par des mouvements de terrain en 1999 et 2010.

#### Risques technologiques
Le risque de transport de matières dangereuses sur la commune est lié à sa traversée par une ou des infrastructures routières ou ferroviaires importantes ou la présence d'une canalisation de transport d'hydrocarbures. Un accident se produisant sur de telles infrastructures est susceptible d’avoir des effets graves sur les biens, les personnes ou l'environnement, selon la nature du matériau transporté. Des dispositions d’urbanisme peuvent être préconisées en conséquence.

## Toponymie
Le nom de Sainte-Gemme fait référence à Gemma, vierge martyre légendaire, à qui la paroisse avait été dédiée.
En 1240-1241, on trouve une référence au bourg sous le nom de Sancta Gemma de Bacones dans un rouleau des morts de l'Abbaye de Soulignac.

## Histoire
Le site de Sainte-Gemme semble occupé depuis le Néolithique.
Au cœur de la forêt du Baconnais, un monastère est fondé vers le milieu du XIe siècle, sous le vocable de Sainte-Gemme. En 1074, il est confié aux Bénédictins de la Chaise-Dieu par Guillaume VIII, comte de Poitiers et duc d'Aquitaine.
En 1568, la Saintonge est au cœur d'un conflit entre les partisans de l'Église réformée et ceux de l'Église catholique. Les Huguenots s'emparent du prieuré qui n'en sort pas indemne : les voûtes de l'église sont percées, le cœur, le transept et le clocher probablement abattus. Pendant la Révolution, le prieuré est vendu à Saintes le 20 décembre 1791. François Yvonet, dernier syndic de la paroisse ; Garnier, premier maire de la commune ; Jean Choime, fermier du dernier prieur ; en sont acquéreurs.

## Administration

### Liste des maires
| Période                                  | Période  | Identité        | Étiquette | Qualité           |
| ---------------------------------------- | -------- | --------------- | --------- | ----------------- |
| 1989                                     | 2014     | Guy Drugeon     |           |                   |
| 2014                                     | En cours | Philippe Gachet | DVD       | Chef d'entreprise |
| Les données manquantes sont à compléter. |          |                 |           |                   |

### Région
À la suite de la réforme administrative de 2014 ramenant le nombre de régions de France métropolitaine de 22 à 13, la commune appartient depuis le 1er janvier 2016 à la région Nouvelle-Aquitaine, dont la capitale est Bordeaux. De 1972 au 31 décembre 2015, elle a appartenu à la région Poitou-Charentes, dont le chef-lieu était Poitiers.

## Population et société

### Démographie

#### Évolution démographique
L'évolution du nombre d'habitants est connue à travers les recensements de la population effectués dans la commune depuis 1793. Pour les communes de moins de 10 000 habitants, une enquête de recensement portant sur toute la population est réalisée tous les cinq ans, les populations de référence des années intermédiaires étant quant à elles estimées par interpolation ou extrapolation. Pour la commune, le premier recensement exhaustif entrant dans le cadre du nouveau dispositif a été réalisé en 2006.

En 2022, la commune comptait 1 364 habitants, en évolution de +4,36 % par rapport à 2016 (Charente-Maritime : +4,04 %, France hors Mayotte : +2,11 %).
| 1793  | 1800 | 1806 | 1821  | 1831  | 1836  | 1841  | 1846  | 1851  |
| ----- | ---- | ---- | ----- | ----- | ----- | ----- | ----- | ----- |
| 1 016 | 986  | 816  | 1 026 | 1 112 | 1 146 | 1 152 | 1 174 | 1 182 |

| 1856  | 1861  | 1866  | 1872  | 1876  | 1881  | 1886  | 1891  | 1896  |
| ----- | ----- | ----- | ----- | ----- | ----- | ----- | ----- | ----- |
| 1 278 | 1 243 | 1 256 | 1 232 | 1 250 | 1 219 | 1 171 | 1 127 | 1 093 |

| 1901  | 1906  | 1911  | 1921  | 1926 | 1931 | 1936 | 1946 | 1954 |
| ----- | ----- | ----- | ----- | ---- | ---- | ---- | ---- | ---- |
| 1 043 | 1 047 | 1 029 | 1 011 | 977  | 952  | 976  | 884  | 913  |

| 1962 | 1968 | 1975 | 1982 | 1990 | 1999 | 2006  | 2011  | 2016  |
| ---- | ---- | ---- | ---- | ---- | ---- | ----- | ----- | ----- |
| 917  | 811  | 755  | 779  | 869  | 899  | 1 191 | 1 232 | 1 307 |

| 2021  | 2022  | - | - | - | - | - | - | - |
| ----- | ----- | - | - | - | - | - | - | - |
| 1 356 | 1 364 | - | - | - | - | - | - | - |

## Culture locale et patrimoine

### Lieux et monuments
- Église Sainte-Gemme et prieuré bénédictin. Le monastère semble exister depuis le milieu du XIe siècle. En 1074, il est donné aux Bénédictins de la Chaise-Dieu. Il est reconstruit à la fin du XIe siècle, époque à laquelle remonte l'église, qui connaît également des travaux au XIIe siècle. Le couvent semble avoir été reconstruit au XIIe siècle. L'église fait l'objet d'un classement aux Monuments Historiques en 1862 mais il faut attendre le 6 juillet 2005 pour voir le prieuré rejoindre l'église dans ce classement.
- Lac de Cadeuil.

### Héraldique
| Blason de Sainte-Gemme | Blason  | Écartelé : au 1er d'azur à la tête de cheval coupée d'argent et bridée de sable, au 2e de gueules à deux raquettes de tennis d'or, passées en sautoir et surmontées d'une balle d'argent, au 3e de gueules à la grappe de raisin d'or tigée et feuillée de sinople, au 4e d'azur au trèfle à quatre feuilles de sinople bordé d'argent et tigé de sinople. |
| Blason de Sainte-Gemme | Détails | Création Corrine Chapron, lycéenne, 1989. |

### Galerie d'images

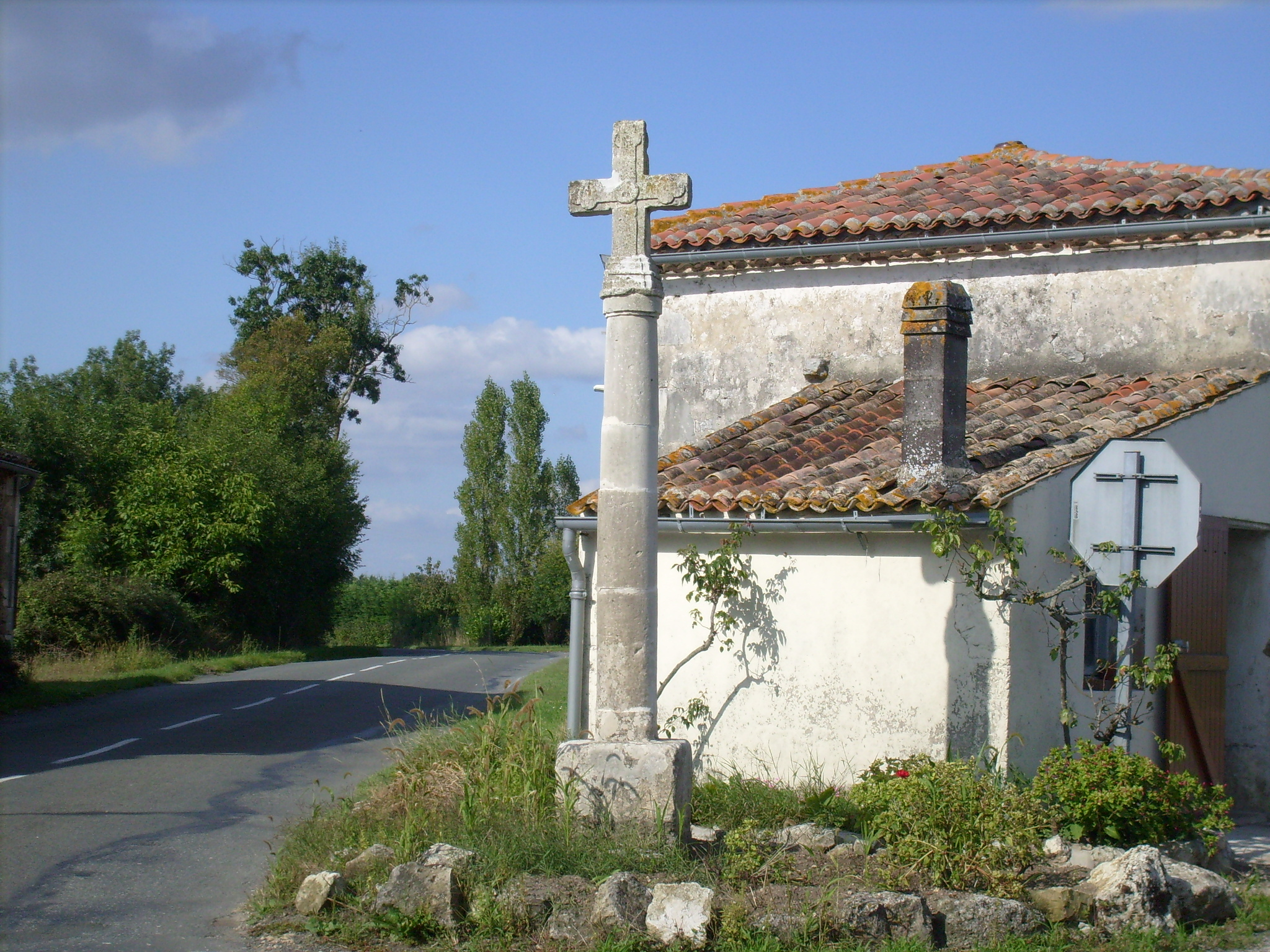
Le calvaire de la Belle-Croix.
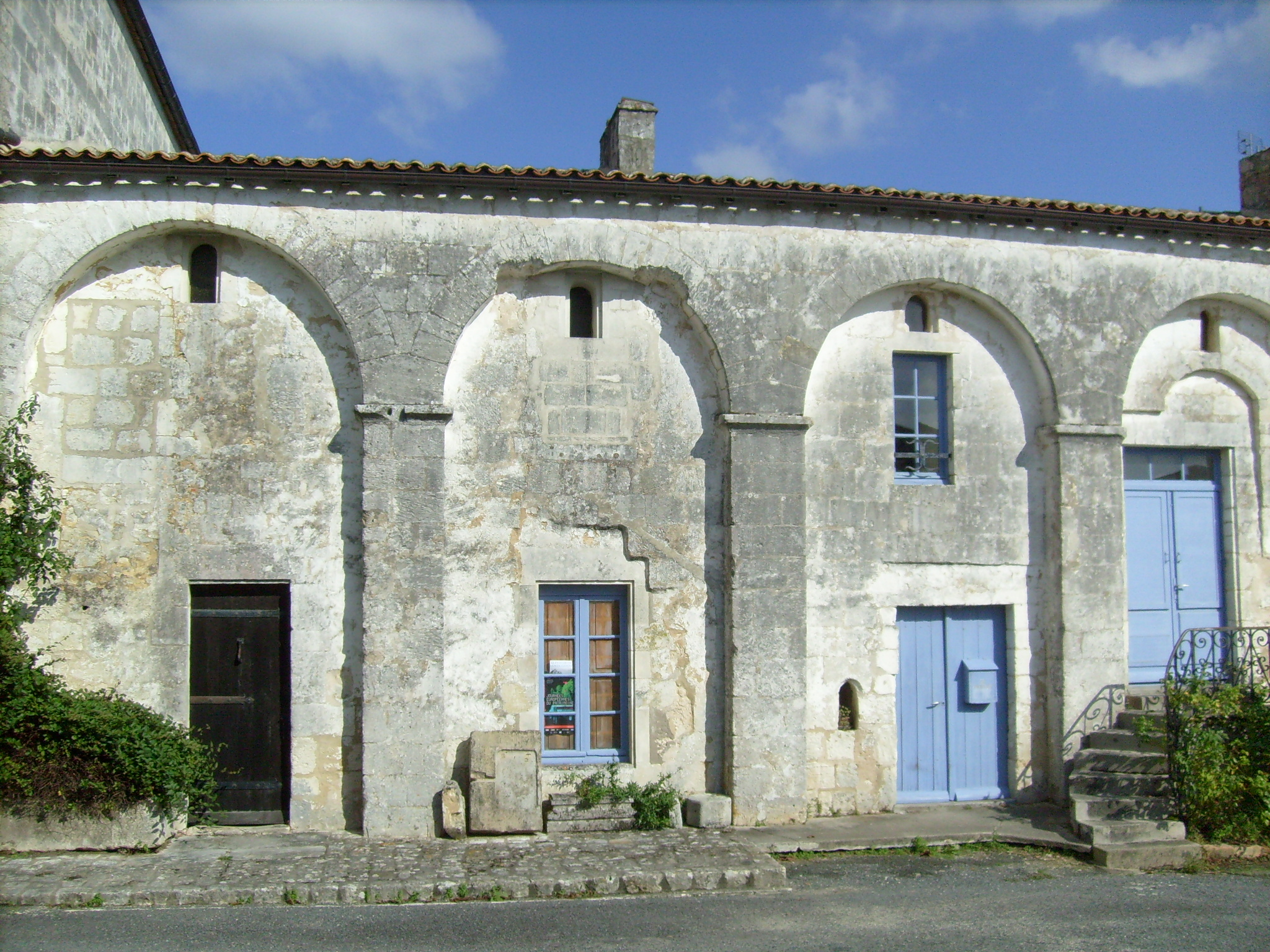
Les bâtiments du prieuré.
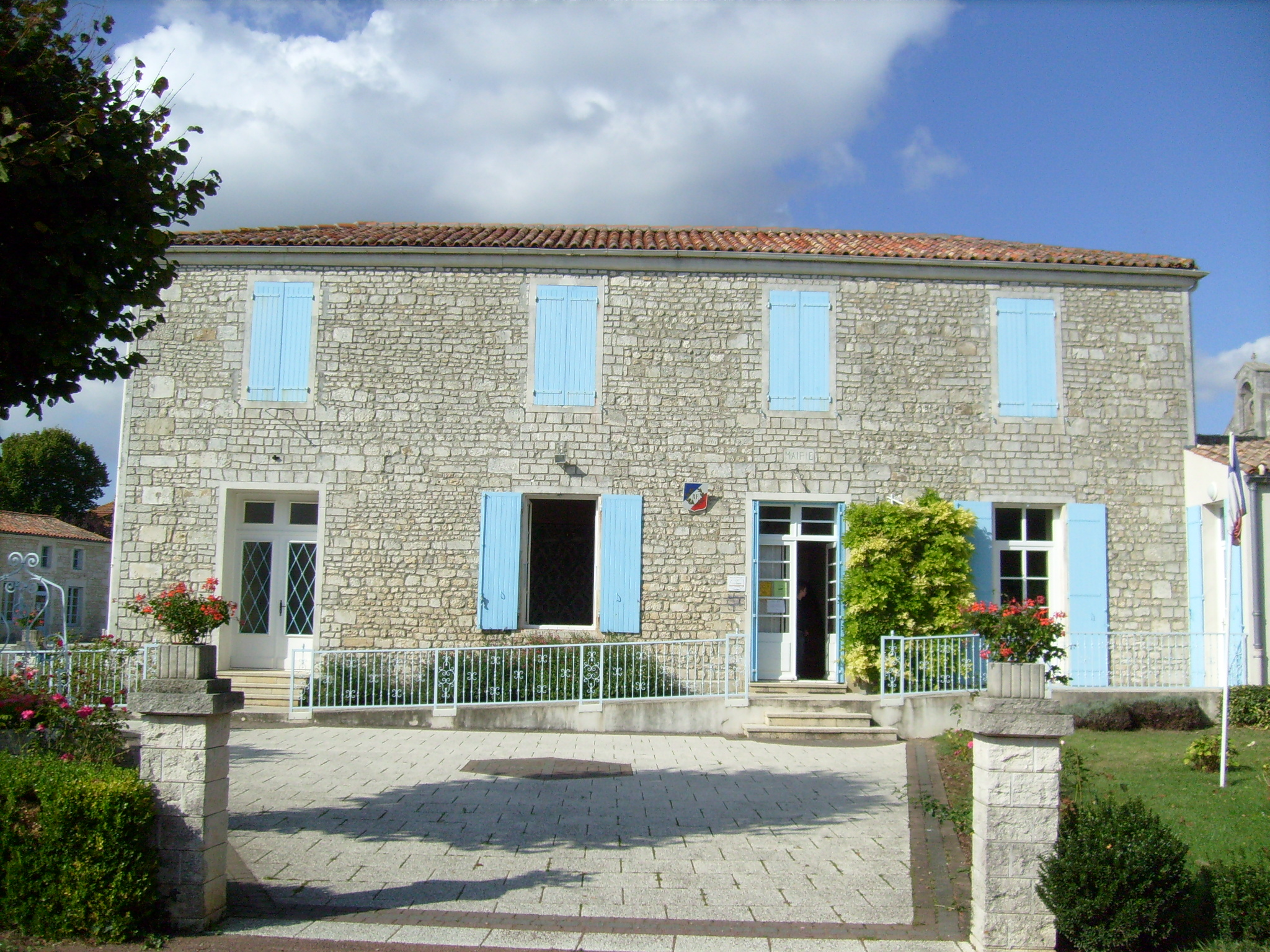
La mairie.